# Origen de Superman
El origen de Superman es la historia que relata la llegada de éste a la Tierra y el inicio de su carrera como súper héroe. Esta historia se ha adaptado de forma recurrente en radio, televisión y cine tras varias décadas de publicación en cómics.
Jerry Siegel escribió la historia original con ilustraciones de Joe Shuster y se publicó como parte de la primera aparición en Action Comics #1 en (Junio de 1938). Con el tiempo, se establecieron más detalles sobre la historia original a medida que se publicaban otras. Éstas exploran detalles individuales como el planeta Kyrptón, la fuente de los poderes de Superman y su relación con otros personajes. Muchas de estas historias se contradicen entre sí debido a la falta de continuidad entre la Edad de oro y la Edad de plata. 
Debido a la adaptación de Superman en otros medios, su origen se ha cubierto frecuentemente. Estas historias se adhieren al marco básico creado por Siegel y Shuster con ligeras variaciones hechas para ayudar a entender la trama o atraer al público contemporáneo. Algunos de los detalles que se crearon para estas adaptaciones influenciaron la historia original de tal manera que forman parte del cómic actual. 
En años más recientes, se ha actualizado la historia de los cómics varias veces. En 1985, DC Comics publicó Crisis on Infinite Earths el cual dio la oportunidad de revisar la historia del Universo DC. El origen de Superman se contó de nuevo en la edición limitada de The Man of Steel de 1986 escrita e ilustrada por John Byrne. Esta historia se descontinuó y se remplazó por la edición limitada deSuperman: Birthright como el origen oficial de Superman, escrita por Mark Waid con ilustraciones de Leinil Francis Yu en 2003 y 2004. Después de la edición limitada de Infinite Crisis del 2005 y 2006, se modificó el origen de Superman  de nueva cuenta a través del desarrollo de los acontecimientos de las nuevas publicaciones y de la miniserie Superman: Secret Origin del 2009 y 2010.

## Historia general
Aunque los detalles varían, algunos elementos clave han sido consistentes en casi todos los recuentos.
Superman nace como Kal-El en el planeta extraterrestre llamado Kryptón. Sus padres, Jor-El y Lara Lor-Van, se dan cuenta de la destrucción inminente de Kryptón así que Jor-El comienza a construir una nave espacial que transporte a Kal-El a la Tierra. En los últimos momentos de Kryptón, Jor-El acomoda al pequeño Kal-El en la nave y comienza el despegue. Jor-El y Lara mueren justo cuando la nave escapa la explosión de Kyptón. Esta explosión vuelve los escombros de planeta en kryptonita, elemento radioactivo letal para kryptonianos con superpoderes (debido a estrellas jóvenes como el Sol).
La nave aterriza en un medio rural de Estados Unidos donde es encontrado por un hombre quien lo dejaría en un orfanato. Jonathan Kent y Martha Kent adoptan a Kal-El nombrándolo Clark Kent. A medida que crece Clark en la Tierra, él y sus padres adoptivos descubren que tiene superpoderes. Los Kent le enseñan a Clark a usarlos responsablemente para ayudar a otros y luchar contra el crimen.
Clark mantiene sus poderes en secreto para proteger a su familia y amigos quienes podrían estar en peligro por sus enemigos. Para usar sus poderes a favor de la humanidad, Clark crea el alter ego de Superman. Varias características son añadidas a cada identidad para diferenciarlas lo suficiente para prevenir que una persona los reconozca. Superman usa un traje rojo y azul característico con una letra "S" emblemada y una capa. Clark Kent usa lentes, se peina diferente, cambia su lenguaje corporal, altera significativamente su voz y usa ropa suelta y trajes que ocultan su físico.
Clark se muda a Metrópolis y trabaja como reportero en el Daily Planet donde conoce a sus amigos y compañeros de trabajo Lois Lane, Jimmy Olsen y el editor Perry White. Superman se vuelve frecuentemente el sujeto de varios artículos del periódico escritos por Lois con quien comienza una atracción romántica. 

### Variaciones comunes
La primera aparición de Superman frente a un público ha sido cambiada a través de las décadas de publicación. Originalmente, se puso el traje y comenzó a pelear contra el crimen hasta ser adulto. Más tarde se mostró que había comenzado su carrera heroica como Superboy, modificando su nombre a Superman después de crecer. La historia de Superboy fue retrocontinuada en el recuento del origen en The Man Of Steel. En la continuidad actual, Clark usó sus poderes para ayudar a otros desde pequeño, siendo un mito: el misterioso "Super-Boy".

### Influencias
El origen de Superman fue influenciado por las historias de ficción que aparecían en las revistas de pulp de las cuales Siegel y Shuster eran aficionados así como una variedad de temas sociales y religiosos. 
Siegel y Shuster crearon varios personajes llamados Superman. El primero fue un villano con poderes telepáticos publicado en la pequeña historia "The Reign of the Superman." Más tarde, en una colaboración en 1934 con Russell Keaton, Superman es un meta-humano enviado al pasado como un niño encontrado y criado por Sam y Molly Kent. En otra versión, la cual no fue publicada, luchaba contra criminales sin superpoderes el cual Siegel y Shuster comparan a otro de sus personajes, Slam Bradley. Sentía que un personaje virtuoso originado de la Tierra con superpoderes haría al personaje y la historia menos seria con comparaciones con otros hombre fuertes chistosos como Popeye. Por lo que decidieron hacer a la tercera versión de otro planeta.
Siegel ha citado las historias de John Carter de Edgar Rice Burroughs como una influencia de la fuerza de Superman así como atribuir su habilidad para saltar debido a la poca gravedad de un planeta más pequeño. Jack Williamson una vez comentó que el origen de Superman tenía grandes similitudes a la historia que él había escrito y publicado en su carrera donde un científico marciano manda a su hija de bebé al espacio para salvarla de la destrucción del planeta.
Superman tiene algunas similitudes con Hugo Danner, el personaje principal de la novela Gladiador de Philip Wylie. La fuerza de Danner se origina de un suero inyectado por su padre cuando todavía era un feto, lo que le dio la fuerza proporcional a la de un insecto. La explicación científica de la fuente de los poderes de Superman publicada en Action Comics #1 también comparaba la fuerza de Superman a la de una hormiga capaz de levantar cientos de veces su propio peso y a la habilidad de un saltamontes de saltar grandes distancias. Más tarde, Wylie amenazó con demandar  a National Comics por plagio. Siegel firmó un acta notarial declarando que Superman no fue influenciado por Gladiador a pesar de haber revisado la novela para su fanzine Science Fiction en 1932.
Como Siegel y Shuster eran judíos, algunos comentadores religiosos y escolares de la cultura pop, como el rabino Simcha Weinstein y el novelista británico Howard Jacobson, sugirieron que la creación de Superman fue en parte influenciada por Moisés y otros elementos judíos. Sin embargo, Siegel y Shuster afirman que la idea de que Superman cayera del cielo solo parecía una buena idea.

## Historia de publicación

### Pre-Crisis
El origen de Superman tardó más de veinte años en volverse la narrativa que conocemos hoy en día. Durante la Edad de oro de los cómics (1935-1953), Krypyón y los Kents era casi incidentales, raramente mencionados en la serie de cómics. La mitología de Superman fue expandidada durante la Edad de plata de los cómics (1953-1970) y fue refinida durante la Edad de Bronce de los cómics (1970-1986).

#### Edad de Oro
Superman como personaje fue creado por Siegel y diseñado por Shuster en 1934 e intentaron venderlo como una tira cómica a un periódico. Contaron el origen de Superman en doce tiras de las cuales diez detallaban al planeta Kryptón.
En 1938, DC Comics publicó el debut de Superman en Action Comics #1. Siegel y Shuster tuvieron que cortar la historia a trece páginas por lo que la historia de su origen fue reducida a solo una página. La historia cuenta cómo un científico en un planeta condenado pone a su hijo en una nave espacial diseñada rápidamente y lo envía hacia la Tierra. Cuando la nave aterriza, un motociclista que iba pasando la encuentra y decide llevar al orfanato al niño donde el personal queda asombrado por la fuerza del niño. A medida que el niño crece, descubre más habilidades y decide usarlas para el beneficio de la gente haciéndose Superman. El último cuadro de este origen está titulado "Una Explicación Científica a la Sorprendente Fuerza de Clark Kent" explicando que él "había venido de un planeta cuyos habitantes tenía una estructura física millones de años más avanzada que la nuestra". La fuerza de Kent fue comparada a las habilidades de las hormigas y saltamontes de levantar cientos de veces su propio peso y de saltar grandes distancias.
A partir del 16 de enero de 1939, las historia originales de Siegel y Shuster aparecieron en una tira cómica diaria a través del Sindicate McClure. En los primeros días se volvió a contar el origen de Superman pero en mayor detalle con énfasis en su salida de Kryptón. En este recuento, el planeta Kyrptón y los padres biológicos de Superman, Jor-El y Lara, son mencionados por sus nombres por primera vez.
La primera edición de Superman, publicada en 1939, también contenía la historia de origen. Max Gaines les había escrito a Siegel y Shuster pidiendo que expandieran la secuencia del origen a dos páginas y que incluyeran cuatro páginas detallando como Clark Kent se volvió un reportero además de una página completa sobre la explicación científica de los poderes de Superman. En esta edición se revela que son los Kent los motociclistas que lo dejan en un orfanato pero regresan a adoptarlo. Los Kent le enseñan a Clark que debe mantener sus poderes en secreto pero que algún día los usará para ayudar a la humanidad. Clark se vuelve Superman después de que los Kent se mueren y obtiene su trabajo como reportero en el Daily Star entregando información que había conseguido como Superman sobre un linchamiento en la prisión. La página sobre los poderes de Superman volvía a afirmar que los Kryptonianos habían evolucionado una perfección física, pero también revelaba que como la Tierra es más pequeña que Kryptón, la fuerza de gravedad era menor y aumentaba la fuerza de Superman.
En 1945, More Fun Comics #101 introdujo a Superboy estableciendo que Superman había empezado su carrera como Superman desde pequeño. En esta edición se muestra a Kryptón en mucho mayor detalle que antes como un mundo científicamente avanzado. Los Kryptonianos no parecen tener fuerza sobrehumana en Kryptón a pesar de saber que la tendrían en la Tierra. En esta historia, los padres biológicos de Superman son llamados Jor-El y Lara. Jor-El intenta convencer al Consejo Supremo de que su planeta está condenado y deben de tomar acción. El Consejo se burla de la advertencia de Jor-El por lo que regresa a su casa a salvar a su familia. Sin embargo, Jor-El solo es capaz de salvar a su hijo.
Para el décimo aniversario del debut de Superman, en 1948, Superman #53 recuenta el origen juntando y expandiendo versiones anteriores, aunque la historia no reconoce las aventuras de Superboy. Esta historia establece que los Kent son granjeros y que "Clark" es un nombre familiar. Antes de la muerte del padre adoptivo de Clark, él le dice a Clark que debe utilizar sus poderes para volverse una fuerza para el bien. El padre de Clark llama a Clark un "Super-Man" (súper humano en inglés) inspirando a Clark a utilizar el nombre. Superman descubre su origen alienígeno por primera vez en Superman #61. Action Comics #158 vuelve a contar la historia pero esta vez reconociendo las aventuras de Superboy.

#### Edad de Plata
Después de que Mort Weisinger se volviera editor de los cómics de Superboy en 1953, la mitología de Superman comenzó a crecer empezando por la introducción de Kyrpto el súper perro, la mascota de Superboy y el primer sobreviviente de Kryptón además de Kal-El. Cuando Weisinger se volvió el editor de toda la línea de Superman en 1958, la mitología de Supermán se expandió más rápido. Produciendo más de cien historias de Superman al año, Weisinger buscaba introducir un nuevo elemento a la mitología de Superman cada seis meses. Para este tiempo, los elementos básicos del origen de Superman ya estaban definidos y Weisinger capitalizó con ellos. Weisinger y sus escritores le dieron a Superman una historia y familia construida en un mundo explorable para los lectores.
A través de escenas retrospectivas, historias imaginarias y viajes en el tiempo, los cómics de Superman en la Edad de Plata exploraron los temas implícitos del origen de Superman como un huérfano de otro planeta, mientras daban explicaciones a muchos elementos clave de la historia. En 1961, Superman #146 contenía la historia más completa del origen de Superman hasta la fecha insertando referencias a otros elementos de la expandiente mitología de Superman incluyendo las advertencias de Jor-El sobre el destino del planeta a su hermano Zor-El, padre de Supergirl y el lanzamiento de Kyrpto al espacio.

#### Edad de Bronce
Las historias publicadas bajo Weisinger permanecieron como la base para el origen de Superman a través de la Edad de Bronce. Pero cuando Julius Schwartz obtuvo el puesto de editor de Superman en 1970, la continuidad establecida en la década de los sesenta se había perdido. Schwartz dependió del escritor E. Nelson Bridwell, un experto en los más pequeños detalles de la mitología de Superman, para redefinir la historia del personaje. Bridwell explicó a los lectores que muchas historias ya no tenían continuidad porque se contradecían entre ellas declarando que "fue decidido que la única cosa por hacer era eliminar partes de las historias y volver el resto un todo consistente".  El origen de Superman fue recontado en The Amazing World of Superman (Metropolis Edition) el cual se apegaba al origen establecido en la Edad de Plata. Martin Pasko escribió Action Comics #500 (octubre 1979), el cual contenía la historia de Superman establecida como existía hasta ese entonces y fue publicado con el formato de Dollar Comics.
La vida de Jor-El, la destrucción de Kryptón y el lanzamiento de la nave que llevaba a Kal-El a la Tierra fueron documentados en la serie limitada The World of Krypton (vol. 1). Superman: The Secret Years cuenta la historia de carrera profesional de Clark Kent en la cual Superboy se va de Smallville para ir a la universidad y hace frente a los problemas que obligan a su perspectiva a madurar terminando con el Superboy cambiando su identidad heroica a la de Superman después de haber vencido a Lex Luthor y su plan para destruir el mundo.

### Post-Crisis
Durante la década de los ochenta, los editores de DC Comics sintieron que sus personajes e historias se habían vuelto complicadas y confusas para sus lectores ocasionales. En 1985, DC publicó Crisis on Infinite Earths, reescribiendo la historia del Universo DC. DC había estado planeando modernizar a Superman por un tiempo, y Crisis le dio la libertad a la compañía de reestablcer al personaje desde el principio.

#### The Man of Steel
En 1986, DC Comics contrató al escritor y artista John Byrne, quien ha ganado una reputación por revivir varias series de Marvel Comics, para escribir el relanzamiento de la serie de Superman y Action Comics. Además de Byrne, Dick Giordano como jefe de reacción y dibujo, Marv Wolfman como escritor, Jerry Ordway como artista y Andy Helfer como editor recrearon la mitología de Superman desde cero para atraer a los lectores Este origen mejorado fue publicado en la sexta edición de la serie limitada The Man of Steel, escrita y dibujada por Byrne y pasada a pluma por Giordano.
The Man of Steel epezó en Kryptón, muy diferente al planeta desarrollado en la etapa de Weisinger, justo antes de su detrucción. Byrne pensaba que Kryptón se había mantenido en el estilo artístico de Buck Rogers de la década de los treinta y Giordano y la publicista Jenette Kahn acordaron que se tenía que rediseñar.
La gente de Kryptón fue retratada como una sociedad fría y sin sentimientos. Aunque dominaban la ciencia, habían reprimido todas las emociones y pasiones de la vida. Superman descubrió su herencia alienígena después de varios años de haber comenzado su carrera heroica pero la hizo a un lado a favor de su formación en la Tierra.
El objetivo de Byrne era "eliminar algunos de los obstáculos que se hayan adherido al título insignia de la compañía", y regresar a Superman a su origen. En esta nueva continuidad, el personaje fue restablecido como el único sobreviviente de la destrucción de Kryptón.
Man of Steel también illustraba algunos eventos significativos en las relaciones Superman como su primera entrevista con Lois Lane y su primer encuentro con Batman de Gotham City. Lex Luthor fue reinventado por Wolfman y descrito como un magnate de los negocios corrupto que odiaba a Superman por haber expuesto sus prácticas inmorales. Los padres adoptivos de Superman vivieron hasta su adultez proveyendo momentos que hacían a Superman más humano.

#### Superman: Birthright
En 2002, el Editor Ejecutivo de DC Comics Executive Editor, Dan DiDio, le pidió al escritor Mark Waid que reimaginara el origen de Superman, haciendo al personaje relevante para el siglo veintiuno. Después de haber aceptado el trabajo, el objetivo de Waid era presentar un volumen definitivo del origen de Superman que fuera familiar a los fanes de hace mucho tiempo pero también para los lectores ocasionales que solo conocían a Superman gracias a las adaptaciones de televisión y cine en vez de los cómics. A partir del 2003, la nueva historia del origen fue publicada a lo largo de doce ediciones de la serie limitada Superman: Birthright escrita por Waid y dibujada por Leinil Francis Yu.
Durante las primeras ediciones de la serie, era poco claro si la historia tenía la intención de ser un nuevo origen del Superman de la cultura popular o el inicio a un nuevo universo, similar a la línea de Marvel Ultimate. DC confirmó más tarde que Birthright era el nuevo origen oficial de Superman y fue incorporado en la ficción de Superman en Superman (vol. 2) #200.
Kryptón fue rediseñado en Birthright, descrito como una sociedad que utilizaba ciencia y tecnologías avanzadas para hacer al planeta un paraíso. Clark Kent respetaba su herenia alienígena y diseñó el traje de Superman con base en imágenes de cultura kryptoniana enviadas en la nave espacial a la Tierra.
Birthright estableció que Lex Luthor  creció en Smallville y era buen amigo de Clark Kent. Inspirado en la serie de televisión Smallville, los padres de Clark Kent fueron descritos similares a los actores de la serie, John Schneider y Annette O'Toole.

#### Superman: Secret Origin
Continuando los eventos de la serie limitada Infinite Crisis, la continuidad del Universo DC fue modernizada de tal manera que ambos mantuvieran y alteraran elementos establecidos previamente, y el origen de Superman no fue excepción. Las primeras revelaciones del nuevo origen salieron poco a poco. En Action Comics Annual #10 (2007), Kryptón tenía características similares a la versión que aparece en las películas de Superman de Richard Donner. En Action Comics #850, un resumen más completo fue presentado: Krypto aparece en Kryptón, las frustraciones de Jor-El con el Consejo, Clark sabe que fue adoptado durante la primaria, la amistad con Lex Luthor desde que eran adolescentes, Clark usando lentes de joven, usando sus poderes para salvar a personas sin su traje y Lois Lane intentando entrevistar a Superman siendo amiga de Clark. Finalmente el enlace Geoff Johns/Gary Frank con Superman y la Legión de Super-Héroes estableció que Clark era miembro de la Legión de Super-Héroes desde que era adolescente.
Una versión completa de la nueva historia del origen de Superman fue recontada en la serie limitada Superman: Secret Origin escrita por Geoff Johns y dibujada por Gary Frank. Descrita como la versión "definitiva" del origen de Superman narra su vida en Smallville, sus primeras aventuras con la Legión de Super-Héroes como Superboy y su llegada a Metrópolis todo desde la perspectiva de Clark Kent.

### LosNew 52
El 31 de mayo de 2011, DC Comics anunció sus planes de reiniciar su continuidad y lanzar una nueva línea de cómics después del evento de Flashpoint  de es mismo año. Mientras que la nueva serie de Superman muestra las aventuras actuales de Superman, Action Comics inició la historia de Superman en sus primeros días en Metrópolis. La historia reintroduce muchos conceptos de la Edad de Oro (Superman luchando contra la corrupción social y política, empezando con poderes reducidos, trabajando en el Daily Star en vez de en el Daily Planet), y removió varios aspectos reintroducidos en Secret Origin (Clark Kent y Lex Luthor como amigos de la infancia y su carrera como Superboy, aunque la Legión de Super-Héroes seguía siendo parte de la infancia de Clark Kent). La historia se centra en un Superman joven, defensor social en un traje improvisado (poco antes de adquirir el traje rediseñado por Jim Lee), evadiendo lo ataques del Ejército y su consultor, el Dr. Lex Luthor, así como luchando contra el miedo del público después de haber hecho una aparición repentina y de haber defraudado a las autoridades.
El escape de Kal-El de Kryptón fue mostrado en Action Comics, vol. 2 #5. Kryptón había hecho de su sociedad un paraíso. Cuando Kryptón comienza a explotar, Jor-El y Lara consideran escapar a la Zona Fantasma con su hijo, pero el portal había sido destruido por los convictos que ya estaban ahí. Su último recurso en enviar a Kal-El en un prototipo de una nave espacial guiado por la inteligencia artificial Brainiac a encontrar planetas con estrellas jóvenes y menor gravedad.
Cuando la nave aterriza en la Tierra, los Kent están atorados a un lado de la calle con una llanta ponchada, lamentando el aborto de Martha el mes anterior. Ellos rescatan a Kal-El de la nave antes de que el gobierno llegue. Los Kent pasan al bebé como suyo enseñando a un becerro deforme como el ocupante alienígena. Finalmente, Superman conoce y enfrenta al Colector de Mundos, salvando a la Tierra y recibiendo la confianza del público como el primer superhéroe.

### DC Universe: Rebirth
Continuando la fusión de cómics en Convergence, se reveló en la miniserie Superman: Lois and Clark que la versión del personaje pre-Flashpoint había sobrevivido la transición universal a los New 52 y estaba viviendo en la Tierra del nuevo Universo DC con su esposa, la Loise Lane de pre-Flashpoint, y su hijo. Después de que el Superman de New 52 fuera matado, el Superman de pre-Flashpoint se volvió la versión primaria del Universo DC del personaje otra vez, haciendo a los eventos de la serie Secret Origin  del 2009 como el origen de Superman otra vez..

## Otras versiones
En el Multiverso DC, hay varias versiones de Superman originando de diferentes Tierras paralelas. La mayoría de estas versiones tienen ligeras diferencias entre sí. Alteraciones al origen de Superman son frecuentemente utilizadas como premisas para Elseworlds e historias imaginarias publicadas por DC Cómics.

### Tierras paralelas
Kal-L es el Superman de la Tierra-2 pre-Crisis. Su origen se adhiere al básico pero llega a la Tierra a principios del siglo veinte y se vuelve activamente un superhéroe en 1938. En esta versión de Kryptón, todos los kryptonianos tienen habilidades sobrehumanas en su planeta gracias a la enorme fuerza de gravedad. Kal-L nunca tuvo una carrera como Superboy. Las historias de origen que aparecieron en Action Comics #1 y Superman #1 son atribuidas a Kal-L.
Superboy-Prime viene de Tierra Prima de pre-Crisis. En esta Tierra, Kal-El es teletransportado a la Tierra momentos antes de que el planeta Kryptón fuera destruido porque su estrella se había vuelto supernova. Como en Tierra Prima Kryptón fue consumido por su estrella la kryptonita nunca aparece en este universo.

### Elseworlds
En Superman: Red Son, la nave de Superman fue lanzada por descendientes de Lex Luthor y Lois Luthor en el futuro lejano de la Tierra. La nave, viajando al pasado, aterriza en una granja colectiva ukraniana en vez en Kansas. En vez de luchar por "... verdad, justicia y la Manera Estadounidense" Superman es descrito en anuncios de propaganda soviética "... como el Campeón del trabajador común que lucha una batalla sin fin a favor de Stalin, socialismo, y la expansión internacional del Pacto de Varsovia."
En Superman: Speeding Bullets, Kal-El es encontrado por Thomas y Martha Wayne, quienes deciden adoptar al bebé y llamarlo Bruce. Después de haber sido disparados por un asaltante, Bruce reacciona quemando al asaltante con su visión calorífica y descubre sus súperpoderes. Años más tarde, decide crear una identidad secreta para él llamada Batman y empieza a atacar brutalmente a los criminales de Gotham City.
En LJA: El clavo, los Kent no descubren la nave porque la llanta de la camioneta fuer perforada por un clavo. Kal-El es encontrado y adoptado por una familia Amish y no se vuelve Superman hasta mucho después.
En la realidad de Tangent Comics, el origen de Superman es completamente diferente ya que un hombre común se convierte en algo millones de años más que humano.
Superman: True Brit es la reimaginación chistosa de Superman en donde su nave aterriza en Inglaterra.
En Superman: Secret Identity, un adolescente llamado Clark Kent en el "mundo real," donde Superman no es nada más que un personaje de cómics, de alguna forma desarrolla poderes súperhumanos como los de su tocayo. Después de una carrera como el misterioso, sin traje, "Superboy" Clark utiliza los colores del personaje de ficción y continúa trabajando en secreto como "Superman".

## En otros medios
Dado el estatus cultural de Superman como uno de los personajes de ficción más reconocidos, él ha sido adaptado a varias formas numerosas veces. En la premier de dichas adaptaciones, como en una serie de televisión o una película, la historia de origen es generalmente representada.

### Radio
El origen de Supeman afuera del material original fue representado en 1940 en la serie de radio The Adventures of Superman. En esta versión, después de haber sido lanzado en una nave espacial de Krypton, una especie de Contra-tierra del otro lado del Sol, por su padre cuando todavía era un bebé, Superman crece durante el vuelo y aterriza como un adulto en la Tierra. Él es recibido por un hombre y un niño quienes le dan la idea de ocultarse como Clark Kent buscando un trabajo en el Daily Planet.
Entre otros conceptos y personajes, el programa de radio introdujo la kryptonita a la mitología de Superman. Estos fragmentos de escombros radioactivos del planeta de Superman fueron creados para permitir al actor Bud Collyer un tiempo libre de grabación ya que Superman sucumbiría a los rayos fatales y estaría ausente por unos episodios. La kryptonita sería incorporada al origen de Superman en los cómics en Superman #61, publicado en 1949.

### Caricaturas de Superman de 1940
Fleischer Studios presentó el origen de Superman en la primera caricatura. Titulada simplemente "Superman," (también conocida como "The Mad Scientist"), la caricatura comienza con un pequeño prólogo que introduce a Kryptón como una civilización avanzada que había desarrollado una raza de super-hombres cuyos poderes mentales y físicos eran desarrollados hasta alcanzar la perfección humana. Cuando un terremoto amenaza con destruir a Kryptón para siempre, uno de los científicos más importantes del planeta pone a su hijo en una nave espacial con destino a la Tierra. Un motociclista que iba pasando encuentra al bebé sin lastimaduras y lo lleva al orfanato local. A medida que el niño crece, descubre sus poderes y eventualmente toma la identidad de Clark Kent. Jor-El no es mencionado por su nombre en esta primera caricatura y los padres adoptivos de Clark nunca son mencionados.
Las caricaturas Fleischer son responsables de que Superman sea capaz de volar. Cuando comenzaron a trabajar en la serie, Superman solo podía saltar de un lugar a otro. Pero consideraron que esto se veía ridículo en la versión animada y decidieron que sería mejor hacerlo volar.

### Superman: cine serial
En el primer capítulo del cine serial Superman de 1948, titulado "Superman Comes to Earth", muestra el origen de Superman a detalle. En esta versión Kryptón es el planeta de una civilización de súper hombre y mujeres. Como Kryptón sufre de una serie de desastres naturales como erupciones volcánicas y maremotos, Jor-El hace una sesión de emergencia con el consejo gubernamental para alertar a todos sobre el inminente destino del planeta. Jor-El explica que Kryptón está siendo atraído a su estrella lo que llevará a la destrucción del planeta en poco tiempo e incita al consejo a patrocinar el proyecto de armar un equipo de naves espaciales que puedan llevar a la gente de Kryptón a la Tierra. El consejo vota en contra de la propuesta de Jor-El a pesar de ocurrir varios temblores durante la sesión aumentando en frecuencia. Jor-El regresa a su casa donde él y su esposa mandan a su hijo Kal-El a la Tierra en un modelo de una nave espacial cuyo objetivo era ser puesto a prueba para desarrollar la nave del proyecto.
En la Tierra, Eben y Martha Kent encuentran a Kal-El en la nave y lo sacan antes de que explote. Los Kents deciden criarlo como suyo y llamarlo Clark. A medida que crece se ve cómo Clark aprende sobre sus poderes mostrando gran fuerza y velocidad, visión de rayos equis, súper oído e invulnerabilidad. Una vez que Clark es adulto Eben le explica como él y Martha lo encontraron y le dice que a Clark que tiene la responsabilidad de usar sus poderes con sabiduría y justicia buscando la verdad, tolerancia y justicia. Ellos aceptan que el mundo lo necesita y que deben dejarlo ir de la granja a donde sea que lo requieren. Clark dice que va a buscar un trabajo que lo mantenga al tanto de eventos mundiales para poder estar alerta de las emergencias inmediatamente. Martha le da a Clark un traje hecho de las sábanas en las que lo encontraron y decide tomar la identidad de Superman. Los Kent mueren poco después de esta conversación y Clark se muda a Metrópolis.
En capítulos posteriores, Clark pide un trabajo en el Daily Planet, y es contratado después de entregar una historia de un accidente en una mina donde Superman rescata a Lois Lane.

### Adventures of Superman
La serie de televisión Aventuras de Superman de la década de los cincuenta explora el origen de Superman en el primer episodio titulado "Superman on Earth." La destrucción de Kryptón y la crianza de Clark por los Kent son en gran parte idénticos a la versión presentada en el cine serial de 1948. En esta versión Clark decide irse a Metrópolis después de que Eben muere. Es contratado en el Daily Planet después de conseguir una entrevista exclusiva con un hombre rescatado por Superman en su primera aparición.

### Superman: The Movie
El origen presentado en la película de Superman de Richard Donner en 1978 es considerada como el origen definitivo de no solo Superman sino también un modelo para las historias de los orígenes de otros superhéroes en el género del cine. La película mantiene en componente clásico intacto pero explora más la niñez de Clark en Smallville. Muchas de las premisas de la película se muestran en las primeras secuencias de la película en el planeta Krypton, con el actor Marlon Brando haciendo el papel del padre kryptoniano de Superman, Jor-El. En esta película, Jonathan Kent muere, pero Martha sobrevive para ver a su hijo adoptado convertirse en Superman.
Superman se divide en tres secciones básicas, cada una con tres temas y estilos visuales diferentes. La primera, en Kryptón, es típica de las películas de ciencia ficción pero también pone la base para la analogía con Jesucristo que emerge en la relación entre Jor-El y Kal-El. La segunda parte, en Smallville, recuerda las películas de la década de los cincuenta y su atmósfera de pueblo pequeño evoca una pintura de Norman Rockwell. La tercera, y más larga, fue un intento de presentar la historia del superhéroe con la mayor cantidad de realismo posible (lo que Donner llamaba "verosimilitud"), apoyándose de drama cinemático tradicional y usando solo humor sutil en vez de un enfoque camp.

### Lois & Clark
En la serie de televisión de la década de los noventa Lois & Clark: The New Adventures of Superman, se tomó más inspiración del trabajo de Byrne en Man of Steel. Sintiendo que era una versión más relacionable de la historia, los productores del show también decidieron mantener a los padres adoptivos de Superman como personajes regulares del elenco, dándole al personaje principal personas en quienes confiar. La serie comienza con Clark llegando a Metrópolis. Clark y su madre hacen su traje en un montaje musical con la canción de Bonnie Tyler "Holding Out for a Hero." Superman hace su primera aparición pública salvando una estación espacial del sabotaje de Lex Luthor, quien es inicialmente presentado como un magnate de negocios.
Los padres adoptivos de Clark explican cómo lo encontraron en una nave espacial en el segundo episodio "Strange Visitor (From Another Planet)" y que creyeron inicialmente que era parte de un experimento cuando unos investigadores les preguntaron sobre restos de una estación espacial rusa. Clark más trade aprende que es de Kryptón después de encontrar la nave espacial bajo custodia de la agencia secreta del dobierno Bureau 39. Clark pregunta por qué fue abandonado pero luego descubre la destrucción de Kryptón a través de una serie de mensajes dejados para él de Jor-El en el episodio "Foundling." La serie explora más de la historia y cultura de Kyrptón en un arco narrativo que se muestra durante los episodios finales de la tercera temporada y los primeros de la cuarta.

### Superman: The Animated Series
Superman: la serie animada se estrenó con un episodio de tres partes titulado "The Last Son of Krypton." Los creadores de la serie pensaban que centrándose en la civilización alienígena de Kryptón en el primer capítulo ayudaría a diferenciar la serie de su trabajo anterior Batman: la serie animada. Intentaron imitar la estructura del origen de la película de 1978, pero sintieron que se vería muy anticuado a menos que añadieran una nueva dimensión a ella.
En estar versión la mayor diferencia es el papel que juega Brainiac en la destrucción de Kryptón. Brainiac aparece como una supercomputadora que monitorea a Kryptón y sugiere al Consejo del planeta cuestiones científicas. Él intuye la destrucción inminente del planeta pero niega este hecho para evitar que el Consejo organice la evacuación del planeta y piensa enfocarse en salvarse a sí mismo. Brainiac razona que la pérdida del planeta en sí y todos sus habitantes es parte del orden natural pero su sobrevivenvia aseguraría la preservación de la historia y logros de Kryptón. Debido a que Jor-El se opone a Brainiac y el Consejo kryptoniano, se vuelve un enemigo para ellos ya que intenta salvar a su hijo. Después de la destrucción de Kryptón y la llegada de Kal-El a la Tierra, Brainiac eventualmente se vuelve un enemigo de Superman.

### Smallville
La serie de televisión Smallville es una reimaginación de la mitología de Superman que empieza en la adolescencia de Clark. La serie lleva el nombre del pueblo originario de Clark Kent y se centra en todos los problemas que resuelve creciendo en el medio oeste rural mientras descubre sus superpoderes y los detalles de su origen alienígena. Los creadores de la serie y elenco habían establecido que la serie era sobre Clark Kent y no de Superman,  y que el superhéroe no aparecería en su traje ni volando en ningún momento. Sin embargo, al final de la serie, por lo menos uno de estos hechos no fue cumplido.
La serie comienza con el aterrizaje de la nave de Kal-El en Smallville durante una lluvia de meteoros muy grande que afecta al pueblo rural por varios años. Jonathan y Martha Kent encuentran al bebé y lo adoptan con la ayuda de Lionel Luthor. Los Kents crían a Clark y le enseñan que no debe enseñarle sus poderes a nadie. Clark se vuelve amigo de Lex Luthor al principio, pero la obsesión de Lex por aprender y el secreto de Clark los llevan a ser enemigos.
Clark sabe que tiene súper velocidad, súper fuerza e invulnerabilidad en el episodio piloto. En capítulos y temporadas subsecuentes, él descubre otras habilidades como su visión de rayos equis, su visión calorífica, súper oído y aliento helado. Clark ha demostrado su habilidad para volar bajo el control de Jor-El, pero no sabe cómo usar esta habilidad a su voluntad.
Detalles del planeta kryptón son revelados lentamente durante el transcurso de la serie. Clark aprende sobre el planeta y su origen alienígena gracias al Dr. Virgil Swann. Más tarde descubre que Jor-El había programado su memoria y testamento en la nave espacial que transportó a Clark a la Tierra. A través de Jor-El, Clark aprende que el deseo de Zod por conquistar a Kryptón condujo al planeta a su destrucción. El viaje de Clark termina en los últimos tres episodios de la serie, cuando se pone el traje y se convierte en Superman para detener que Apokolips choque con la Tierra.

### Superman Returns
El director Bryan Singer pensaba que la mayoría de la gente conocía el origen de Superman y quería hacer a Superman Returns una semi-secuela a Superman: The Movie de Richard Donner's, con ambas películas compartiendo la misma historia de origen. La película comienza con un pequeño resumen del origen que dice "En el planeta condenado de Kryptón, un científico sabio colocó a su pequeño hijo en una nave espacial y lo lanzó a la Tierra. Criado por un agricultor amable y su esposa, el niño creció para convertirse en nuestro mayor protector...Superman." Por otra parte, la película muestra pocas escenas que relatan el origen de Superman. La destrucción de Kryptón se puede ver antes de los créditos iniciales, Lex Luthor invade la Fortaleza de la Soledad y ve las grabaciones que Jor-El había mandando a la Tierra junto con Kal-El y Clark Kent descubre su habiidad de volar en una analepsis.
Superman Returns utiliza las grabaciones de Marlon Brando como Jor-El y un diseño de escena casi idéntico a las estructuras kryptonianas de la película de 1978. Algunas similitudes sutíles fueron creadas a propósito como el modelaje de la "nueva" casa de campo de los Kent basada en la "vieja" y tener a Eva Marie Saint como Martha Kent manejando una camioneta del mismo modelo y color que los Kent manejaban en la película original. Algunas escenas de la granja de los Kent muestran fotos del Clark Kent de Brandon Routh con el Jonathan Kent de Glenn Ford.

### El hombre de acero
En 2010, Warner Bros anunció que Christopher Nolan, quien había previamente dirigido el origen de Batman en Batman Begins, sería el productor de un reinicio de la franquicia de cine de Superman. El director Zack Snyder dijo que la película se centraría en los primeros días de Superman y no estaría basado en ningún cómic en particular. La mayor parte de la película mantiene los elementos clásicos intactos pero explora la vida de Clark volviéndose Superman. Como en versiones anteriores, Jonathan se muere pero Martha sobrevive para ver a su hijo convertirse en Superman.
El hombre de acero muestra a Kal-El como el primer niño de Kryptón concebido naturalmente; la mayoría de los kryptonianos habían sido artificialmente creados para cumplir con un papel predeterminado en la sociedad de Kryptón. Antes de enviar a Kal-El a la Tierra, Jor-El inserta el Codex de crecimiento a las células de Kal-El para preservar la civilización kryptoniana. Cuando Kal-El llega a la Tierra es adoptado por Jonathan y Martha Kent. Una vez adulto, Clark desarrolla sus poderes y se vuelve nómada salvando a la gente en secreto. Más tarde, Clark se une a la investigación de una nave kryptoniana dirigida por Lois Lane donde descubre su legado alienígena. Lois, quien había seguido a Clark a la nave, investiga la vida de Clark y decide no revelar su secreto. Superman tiene su primer gran batalla con el General Zod, quien quiere terraformar a la Tierra para hacerla el nuevo Kryptón. Durante la batalla final, Superman se ve obligado a matar a Zod para evitar que siga matando a civiles. Clak después decide volverse un reportero junto con Lois en el Daily Planet para poder continuar con sus actividades como superhéroe.